# 416 Vaticana
Vaticana (asteroide 416) é um asteroide da cintura principal com um diâmetro de 85,47 quilómetros, a 2,18135374 UA. Possui uma excentricidade de 0,21853534 e um período orbital de 1 703,42 dias (4,67 anos).
Vaticana tem uma velocidade orbital média de 17,82725055 km/s e uma inclinação de 12,86224418º.
Esse asteroide foi descoberto em 4 de Maio de 1896 por Auguste Charlois.